# Сакучи (Изернија)
Сакучи је насеље у Италији у округу Изернија, региону Молизе.
Према процени из 2011. у насељу је живело 43 становника. Насеље се налази на надморској висини од 543 м.